# Clima global
Clima global é uma subunidade climática do macroclima, correspondendo à totalidade da superfície da Terra.